# Heinz Körvers
Heinz Körvers (Minden, 3 de julio de 1915 - Stalingrado, 29 de diciembre de 1942) fue un jugador de balonmano y sargento alemán. Fue un componente de la Selección de balonmano de Alemania.
Con la selección logró la medalla de oro en los Juegos Olímpicos de Berlín 1936, los primeros con el balonmano como deporte olímpico.

## Muerte
Heinz Körvers ejerció como sargento del ejército alemán durante la Segunda Guerra Mundial. Falleció en 1942 en el Frente de Stalingrado.